# Saint-Paul-de-Loubressac
Saint-Paul-de-Loubressac foi uma antiga comuna francesa na região administrativa de Occitânia, no departamento de Lot. Estendia-se por uma área de 20,19 km². Em 2010 a comuna tinha 562 habitantes (densidade: 27,8 hab./km²).
Em 1 de janeiro de 2016, ela foi incorporada ao território da nova comuna de Saint-Paul-Flaugnac.